# Penteskouphi

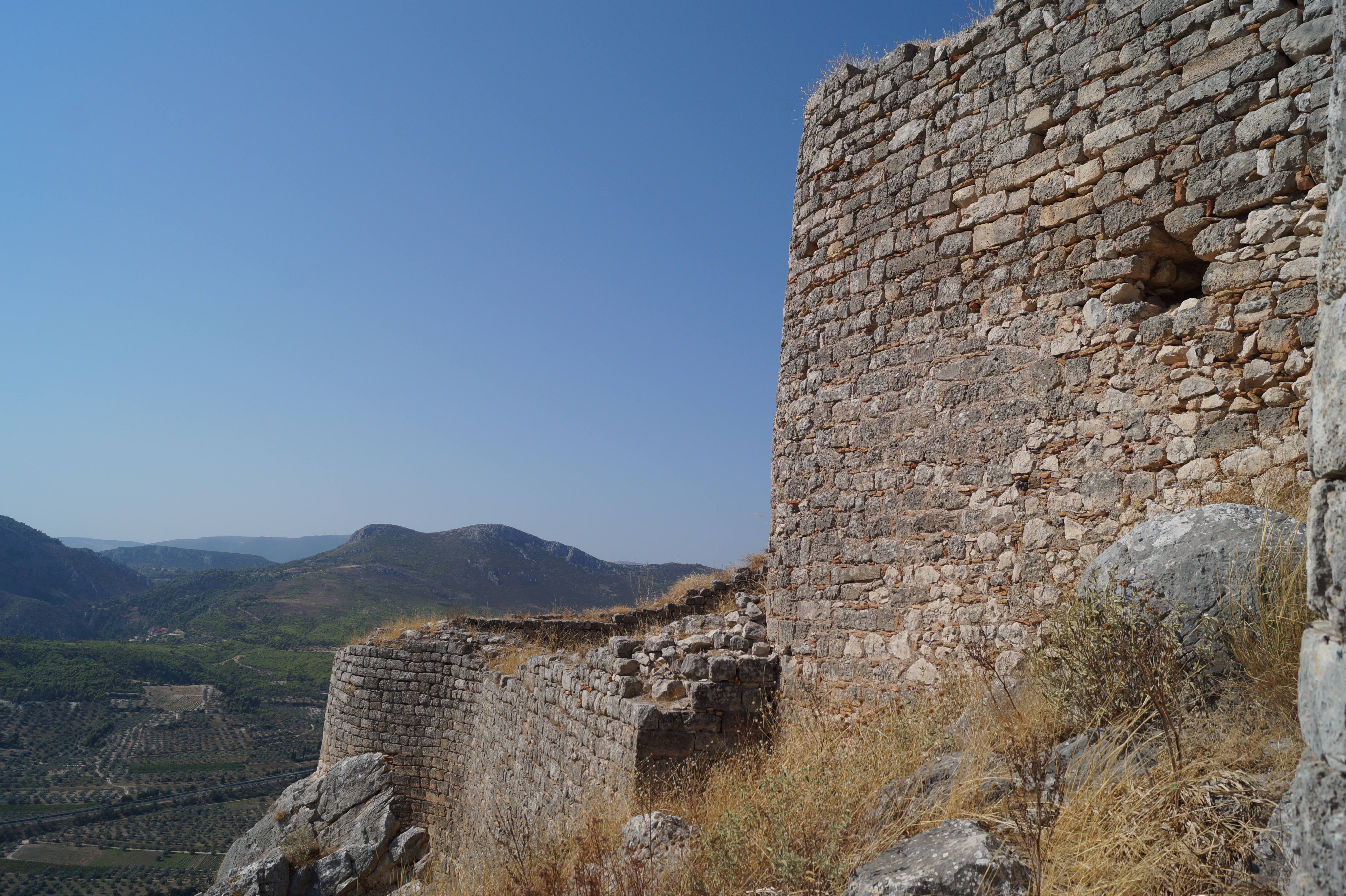
Ostmauer der Burg

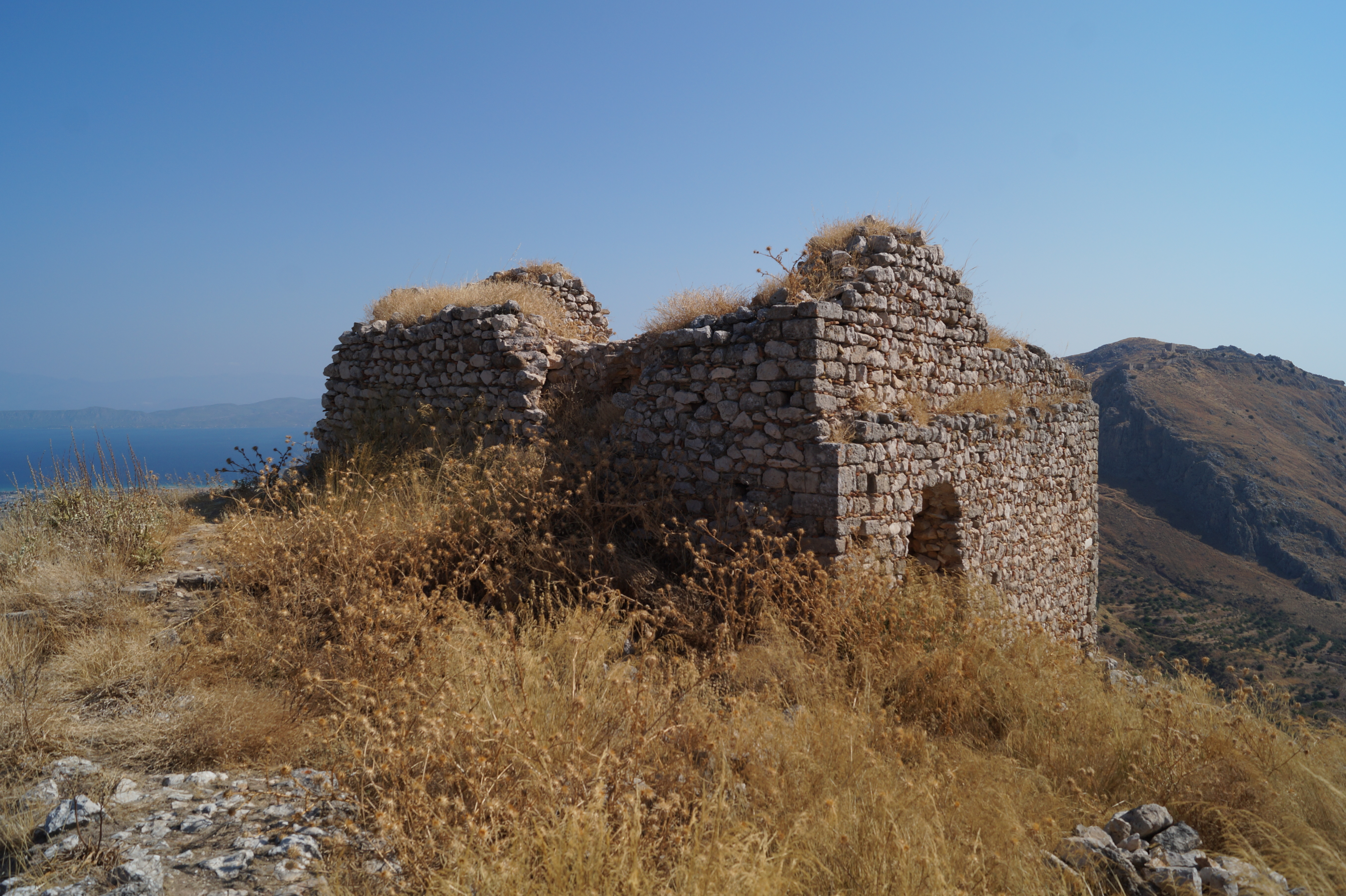
Turm der Burg

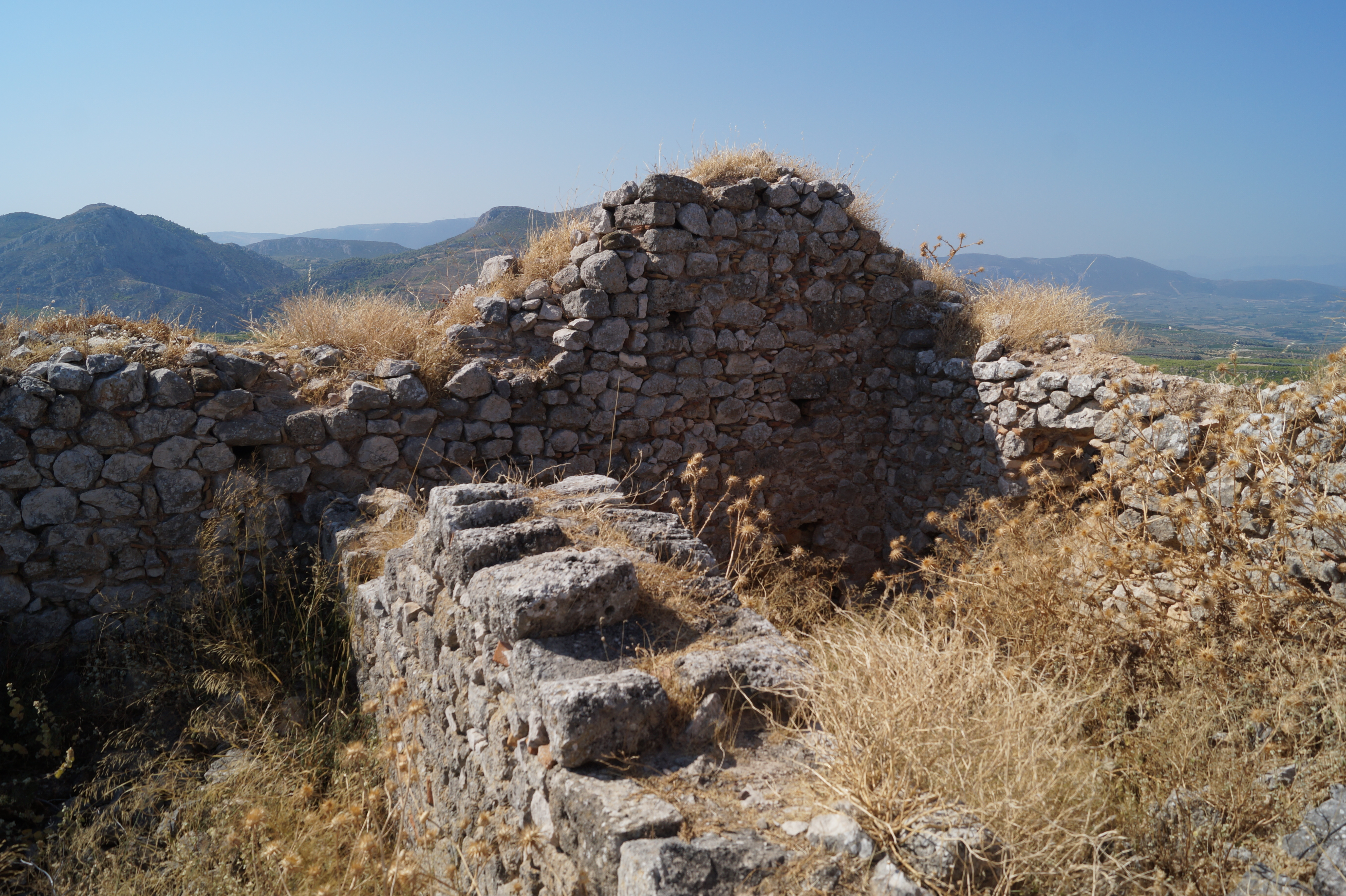
Außenmauer des Turms aus Kalkstein und Trennwand aus Porphyr

Penteskouphi (griechisch Καστέλι του Πεντεσκούφι) ist eine fränkische Burgruine in der Korinthia in Griechenland. Etwa 1,5 km westlich befinden sich bei der Kapelle Agios Andonios die Ruinen des Dorfes Pendeskoufi.

## Beschreibung
Die Burg liegt auf dem 476 m hohen Berg Kastraki 1,25 km südwestlich des Haupteingangs der Burg Akrokorinth. Die Burg maß in West-Ost-Richtung etwa 17 m und in Nord-Süd-Richtung etwa 35 m und hatte eine Größe von ungefähr 500 m². Die Außenmauer war etwa 2,50 bis 2,00 m dick und hatte sechs Schießscharten, die aus der zweiten Nutzungsphase stammten. Im Norden stand ein Turm mit einer Grundfläche von etwa 10,50 × 9,50 m. Das Erdgeschoss des Turmes bestand ursprünglich aus einem Raum, wurde jedoch später mit einer Mauer aus Porphyr in zwei etwa gleich große Räume geteilt. Der Zugang zum Turm erfolgte durch eine Tür im Süden. Der einzige Eingang zur Burg befand sich östlich des Turms.
Es können zwei Bauphasen unterschieden werden: Bei der Errichtung der Burg in fränkischer Zeit wurde grob behauener Kalkstein verbaut und in die Zwischenräume Tonziegel gesteckt. Für die Umbaumaßnahmen wurden sorgfältig behauene Steine aus Porphyr verwendet. Diese datieren wahrscheinlich in die Venezianische Zeit (1687–1715) oder eventuell in die Osmanische Zeit.

## Geschichte
Nachdem die Franken unter Otto de la Roche Korinth erobert hatten, zog sich der byzantinische Herrscher Leon Sgouros auf Akrokorinth zurück. Zu Beginn konnte er noch von außen mit Nahrungsmittel versorgt werden und fügte den Angreifern über zwei Jahre mit Überraschungsangriffen große Verluste zu. Zur Unterstützung der Belagerung und zum Zurückschlagen von Ausfällen erbaute Jakob II. von Avesnes laut der Chronik von Morea die Burg Montesquieue oder Mont Escouvé gegenüber dem Haupteingang von Akrokorinth. Sehr wahrscheinlich handelt es sich hierbei um die Burg Penteskouphi und der heutige Name entstand durch Verballhornung aus Mont Escouvé.
1208 zeigte die Belagerung Wirkung. Um nicht zu verhungern oder durch die Hand der Franken zu fallen, soll Leon Sgouros auf sein Pferd gestiegen und im vollen Galopp in die Tiefe gesprungen sein und starb. Michael I. Komnenos Dukas Angelos erbte nun Akrokorinth und setzte seinen Halbbruder Theodoros I. Komnenos Dukas als Verwalter ein. Als die Nahrungsmittel knapp wurden, musste er die Burg an die Franken übergeben und zog nach Argos, um sich nun auf der Burg Larissa zu verschanzen. Nach der Eroberung von Akrokorinth wurde die Burg wahrscheinlich aufgegeben.
In venezianischer Zeit wurde die Burg restauriert und diente nun als zusätzliches Bollwerk von Akrokorinth. Zu Beginn der Griechischen Revolution eroberten griechische Freiheitskämpfer im März 1821 Penteskouphi und am 26. Januar 1822 konnte man schließlich den Abzug der osmanischen Truppen erzwingen.
1879 entdeckte ein Bauer etwa 900 m nordwestlich der Burg von Penteskouphi zahlreiche Votivtafeln. Im folgenden Jahr untersuchte Arthur Milchhoefer die Stelle und barg die Tafeln. Bei dieser und einer im Jahre 1905 erfolgten Ausgrabung durch die American School of Classical Studies at Athens fand man insgesamt ungefähr 1500 Fragmente der sogenannten Pinakes von Penteskouphia.